# قرص بيتر بان
قرص بيتر بان Peter Pan disk هو قرص محيطي حول نجم أو قزم بني يبدو أنه احتفظ بما يكفي من الغاز لتكوين كوكب غازي عملاق لفترة أطول بكثير من النطاق الزمني لتشتت الغاز المفترض والذي يقارب 5 ملايين سنة. وقد لوحظ أن العديد من الأمثلة من هذه الأقراص تدور حول النجوم ذات التصنيف الطيفي M أو ما بعده. تم استنتاج وجود الغاز حول هذه الأقراص بشكل عام ، وذلك حسب الكمية الإجمالية للإشعاع المنبعث من القرص عند أطوال موجات الأشعة تحت الحمراء ، و / أو البصمات الطيفية للهيدروجين المتراكم على النجم. لملاءمة تعريف محدد لقرص بيتر بان ، يحتاج إلى مصدر للأشعة تحت الحمراء ذو "لون" {\displaystyle Ks-W4>2} ، وهذا يشير إلى عمر نجمي أكبر من 20 مليون سنة وأدلة طيفية على التراكم .
في عام 2016 ، اكتشف المتطوعون الفلكيون في مشروع Disk Detective (أي مخبري الأقراص) WISE J080822.18-644357.3 (أو J0808). أظهر هذا النجم ذو الكتلة المنخفضة علامات الشباب ، على سبيل المثال وجود فائض قوي من الأشعة تحت الحمراء وتراكم نشط للمواد الغازية والغبار. إنه جزء من 45 مليون سنة لمجموعة نجوم كارينا الصغيرة المتحركة ، البالغة عمر أكبر من المتوقع لهذه الخصائص لقزم M.  تم اكتشاف النجوم والأقزام البنية الأخرى لتكون مشابهة لـ J0808 ، مع وجود علامات على الشباب أثناء تواجدهم في مجموعة متحركة أقدم. تم جنبا إلى جنب مع J0808 تسمية هذه المتراكمات الأقدم منخفضة الكتلة في المجموعات المتحركة القريبة''' بأقراص بيتر بان '''في ورقة علمية واحدة نشرت في أوائل عام 2020. منذ ذلك الحين تم استخدام المصطلح من قبل مجموعات بحثية مستقلة أخرى.

## التسمية
تم تسمية أقراص Peter Pan على اسم الشخصية الرئيسية Peter Pan في المسرحية والكتاب Peter Pan ، أو The Boy Who Wouldn't Grow Up الذي كتبه JM Barrie في عام 1904 ( أو الطفل الذي لا يكبر ويترعرع) . تتميز أقراص بيتر بان بمظهر شاب ، بينما كانت كبيرة في السن. بعبارة أخرى: أقراص بيتر بان "ترفض أن يكبروا" ، وهي ميزة يشاركونها مع الأولاد المفقودين والشخصية الرئيسة في قصص بيتر بان.

## الصفات
تحتوي أقراص بيتر بان المعروفة على خط طيف H-alpha الطيفي كدليل على [[تراكم |التراكم]]. يُظهر J0808 اختلافات في خطوط Paschen-بيتا و Brackett-جاما ، وهي علامة واضحة لوجود تراكم. كما تم تحديده أيضًا على أنه غني بالليثيوم ، وهو علامة على الشباب.
يُظهر النجم J0808 اختلافات في منحنى الضوء من CTIO ، والتي يمكن أن تكون مادة قرصية تحجب الضوء من النجم. أظهر المصدر أيضًا توهجًا قويًا. وهو يُظهر ثلاثة مكونات قرص مميزة: قرص داخلي "ساخن" بدرجة حرارة 1100 كلفن (827 درجة مئوية أو 1520 درجة فهرنهايت ) ، يقع على بعد 0.0056 وحدة فلكية . وقرص خارجي "دافئ" ذو درجة حرارة 240 كلفن (-33 درجة مئوية أو -28 درجة فهرنهايت) واقع على بعد 0.115 وحدة فلكية. قرص خارجي "بارد" بدرجة حرارة 20 كلفن (-253 درجة مئوية أو -424 درجة فهرنهايت) ، الموجودة على مسافة <16 وحدة فلكية.
أظهر المسح الفلكي 2MASS J05010082-4337102 توهجًا في منحنى ضوء TESS وتغيرات دورية ، والتي قد تكون بسبب بقع نجمية . يميل النظام إلى خط بصرنا بمقدار 38 درجة تقريبًا ، وهو ما يكفي لعدم توقع تحرك أي مادة قرصية أمام النجم.
WISEA J044634.16-262756.1 وWISEA J094900.65-713803.1 كلاهما مزدوجان مرئيان ظاهرين في بيانات المسبار الفضائي Gaia .
2MASS J02265658-5327032 هو مرشح ليكون قزم بني وله قرص بيتر بان.

## أقراص بيتر بان المعروفة
النموذج الأولي لقرص Peter Pan هو WISE J080822.18-644357.3 . تم اكتشافه من قبل مشروع Disk Detective الخاص بمشروع علوم المواطن بقيادة ناسا .
مورفي وآخرون. وجدت أقراص Peter Pan إضافية في الأدبيات ، والتي تم تحديدها كجزء من جمعيات Columba و Tucana-Horologium . الأمثلة هي 2MASS J0041353-562112 في Tuc-Hor ،  2MASS J05010082-4337102 في Columba و 2MASS J02265658-5327032 في Tuc-Hor. يبلغ عمر جمعية Tuc-Hor 45 ± 4 Myr ويبلغ عمر جمعية Columba 42 +6</br> +6 مير. تم إهمال 2MASS J0041353-562112 لاحقًا لأنها لا تظهر فائضًا ويمكن أن تنتمي إلى مجموعة بيتا بيكتوريس المتحركة .
حددت شركة Disk Detective Collaboration قرصين إضافيين لبيتر بان: WISEAJ044634.16-262756.1 في كولومبا و WISEA J094900.65-713803.1 في كارينا . كلا النظامين مزدوجان بصريان . تذكر الورقة أيضًا أن أعضاء NGC 2547 قد تم تحديدهم سابقًا على أنهم لديهم فائض بمقدار 22 ميكرون ويمكن أن يكونوا مشابهين لأقراص بيتر بان. 2MASS 08093547-4913033 ، وهو أحد الأقزام M مع قرص حطام في NGC 2547 لوحظ باستخدام Spitzer Infrared Spectrograph . في هذا النظام ، تم الكشف الأول عن السيليكات من قرص حطام حول نجم من النوع M. بينما يُظهر النظام خط H-alpha ، فقد تم تفسيره على أنه خالٍ من الغاز وغير متعمد.

## الآثار المترتبة على تكوين الكواكب حول نجوم تصنيف M.
هناك نماذج مختلفة لشرح وجود أقراص بيتر بان ، مثل الكواكب الصغيرة المعطلة  أو الاصطدامات الأخيرة للأجسام الكوكبية. أحد التفسيرات هو أن أقراص Peter Pan هي أقراص بدائية طويلة العمر. هذا من شأنه أن يتبع اتجاه النجوم ذات الكتلة الأدنى التي تتطلب مزيدًا من الوقت لتبديد أقراصها. سيكون للكواكب الخارجية حول النجوم M المزيد من الوقت لتتشكل ، مما يؤثر بشكل كبير على الغلاف الجوي على هذه الكواكب.